# Campeonato Europeo de Halterofilia de 1988
El LXVII Campeonato Europeo de Halterofilia se celebró en el año 1988 en dos sedes: las competiciones masculinas en Cardiff (Reino Unido) y las femeninas en San Marino (San Marino), bajo la organización de la Federación Europea de Halterofilia (EWF), la Federación Británica de Halterofilia y la Federación Sanmarinense de Halterofilia.

## Medallistas

### Masculino
| Evento  | Oro                             | Plata                          | Bronce                              |
| ------- | ------------------------------- | ------------------------------ | ----------------------------------- |
| 52 kg   | Sevdalin Marinov Bulgaria 260,0 | Traian Cihărean Rumania 250,0  | Béla Oláh · Hungría · 232,5         |
| 56 kg   | Mitko Grablev Bulgaria 287,5    | Neno Terziski Bulgaria 287,5   | Dimitru Negreanu Rumania 257,5      |
| 60 kg   | Naim Süleymanoğlu Turquía 330,0 | Stefan Topurov Bulgaria 322,5  | Attila Czanka Rumania 315,0         |
| 67,5 kg | Valeri Yurov URSS 327,5         | Joachim Kunz RDA 320,0         | Bogdan Bakuła · Polonia · 302,5     |
| 75 kg   | Anguel Guenchev Bulgaria 372,5  | Andrei Socaci Rumania 350,0    | Waldemar Kosiński · Polonia · 342,5 |
| 82,5 kg | Constantin Urdaș Rumania 387,5  | Serguei Li URSS 385,0          | Alexandr Gusakov URSS 375,0         |
| 90 kg   | Anatoli Jrapaty URSS 420,0      | Ivan Chakarov Bulgaria 417,5   | Rumen Teodosiev Bulgaria 400,0      |
| 100 kg  | Detelin Petrov Bulgaria 422,5   | Alexandr Popov URSS 422,5      | Andor Szanyi · Hungría · 420,0      |
| 110 kg  | Yuri Zajarevich URSS 450,0      | Stefan Botev Bulgaria 437,5    | Ronny Weller RDA 435,0              |
| +110 kg | Leonid Taranenko URSS 462,5     | Antonio Krastev Bulgaria 447,5 | Manfred Nerlinger RFA 442,5         |

1. 1 2 3  Arrancada (kg) + dos tiempos (kg) = total olímpico (kg).

### Femenino
| Evento   | Oro                           | Plata                       | Bronce                          |
| -------- | ----------------------------- | --------------------------- | ------------------------------- |
| 44 kg    | Roberta Sforza · Italia ·     | Marie Hilton Reino Unido    | Heta Haukinen · Finlandia ·     |
| 48 kg    | Sara Duarte Portugal          | Judit Kósa · Hungría ·      | Petra Steinböck · Austria ·     |
| 52 kg    | Pauline Haughton Reino Unido  | Sandra Gómez · España ·     | Edina Jung · Hungría ·          |
| 56 kg    | Marie Forteath Reino Unido    | Stéphanie Genna Francia     | Heather Allisson Reino Unido    |
| 60 kg    | María Jristoforidu · Grecia · | Kristiana Koleva Bulgaria   | Ibolya Torma · Hungría ·        |
| 67,5 kg  | Valkana Tosheva Bulgaria      | Kameliya Nikolaeva Bulgaria | Anikó Triff-Árkosi · Hungría ·  |
| 75 kg    | Milena Trendafilova Bulgaria  | Senka Asenova Bulgaria      | Klara Kollmann · Hungría ·      |
| 82,5 kg  | Milena Mileskova Bulgaria     | Maria Ivanova Bulgaria      | Sandra Smith-Vokroy Reino Unido |
| +82,5 kg | Erika Takács · Hungría ·      | Snezhana Vasileva Bulgaria  | Veronika Tóbiás · Hungría ·     |

## Medallero
| Núm. | País        | Oro | Plata | Bronce | Total |
| ---- | ----------- | --- | ----- | ------ | ----- |
| 1    | Bulgaria    | 7   | 10    | 1      | 18    |
| 2    | URSS        | 4   | 2     | 1      | 7     |
| 3    | Reino Unido | 2   | 1     | 2      | 5     |
| 4    | Rumania     | 1   | 2     | 2      | 5     |
| 5    | Hungría     | 1   | 1     | 7      | 9     |
| 6    | Grecia      | 1   | 0     | 0      | 1     |
| 6    | Italia      | 1   | 0     | 0      | 1     |
| 6    | Portugal    | 1   | 0     | 0      | 1     |
| 6    | Turquía     | 1   | 0     | 0      | 1     |
| 10   | RDA         | 0   | 1     | 1      | 2     |
| 11   | España      | 0   | 1     | 0      | 1     |
| 11   | Francia     | 0   | 1     | 0      | 1     |
| 13   | Polonia     | 0   | 0     | 2      | 2     |
| 14   | Austria     | 0   | 0     | 1      | 1     |
| 14   | Finlandia   | 0   | 0     | 1      | 1     |
| 14   | RFA         | 0   | 0     | 1      | 1     |
|      | TOTAL       | 19  | 19    | 19     | 57    |